# Danylo Apostol
Cet article possède un paronyme, voir Apostol.
Danylo Apostol (Daniil Pavlovitch Apostol, en français : Daniel Apostol, en ukrainien : Данило Апостол ; en roumain : Dănilă Apostol), né le 17 décembre 1654 et mort à Sorotchintsy le 17 janvier 1734 , est un hetman zaporogue de l'Ukraine de la rive gauche (de 1727 à 1734) et un officier starshina (en) cosaque ukrainien.

## Biographie
Danylo Apostol est né dans le village de Velyki Sorotchintsy (ukr : Великі Сорочинці), autrefois appelé Sorotchintsy. Il est un représentant de la célèbre famille cosaque. Son père est le colonel Pavlo Apostol de Mirgorod, fondateur de la famille Apostol.

## Hommage
La 44e brigade d'artillerie d'Ukraine porte son nom.